# بخش کلی (شهرستان ناکس، اوهایو)
بخش کلی (به انگلیسی: Clay Township) یک منطقهٔ مسکونی در ایالات متحده آمریکا است که در شهرستان ناکس، اوهایو واقع شده‌است.
 بخش کلی ۶۵٫۲ کیلومتر مربع مساحت و ۱٬۶۰۴ نفر جمعیت دارد و ۳۳۴ متر بالاتر از سطح دریا واقع شده‌است.